# Jan van der Meer (1912)
Johannes Marcelus (Jan) van der Meer (Rijswijk, 1 november 1912 – Roosendaal, 8 januari 2003) was een Nederlands politicus van de KVP.
Hij werd geboren als zoon van L.P.W. van der Meer (korenmolenaar; 1887-1974) en H.M. Verhoeff (1887-1919). Hij bezocht het Damiaancollege, een kleinseminarie in Sint-Oedenrode, en ging daarna rechten studeren aan de Rijksuniversiteit Leiden. Door de Tweede Wereldoorlog kon hij die studie daar toen niet afronden maar later is hij alsnog in de rechten afgestudeerd aan de Vrije Universiteit Amsterdam. Tijdens de bezettingsjaren ging hij als volontair aan de slag bij de gemeentesecretarie van Zoetermeer en na de bevrijding werd hij daar alsnog aangesteld als ambtenaar. In april 1947 werd Van der Meer burgemeester van Berlicum. In mei 1958 volgde zijn benoeming tot burgemeester van  Steenbergen wat hij tot zijn pensionering in december 1977 zou blijven. Van der Meer overleed begin 2003 op 90-jarige leeftijd.